# Liechtenstein nos Jogos Olímpicos de Verão de 1984
Liechtenstein participou dos Jogos Olímpicos de Verão de 1984 na cidade de Los Angeles, nos Estados Unidos. Nessa edição dos jogos o país não teve medalhistas.